# دستگاه عصبی پیکری
دستگاه عصبی پیکری(انگلیسی: Somatic nervous system)، بخشی از دستگاه عصبی پیرامونی است که اعصاب موجود در ماهیچه‌های اسکلتی و همچنین ماهیچه زبان را شامل می‌شود و باعث حرکت ارادی یا غیرارادی در بدن می‌گردد. برخی از فعالیت‌ها در این دستگاه همچون انعکاس‌های نخاعی، غیرارادی‌اند. این سامانهٔ عصبی را با علامت اختصاری SoNS نشان می‌دهند. دستگاه عصبی پیکری از فیبر عصبی آوران و وابران تشکیل شده‌است.

## بخش‌ها
دستگاه عصبی پیکری شامل سه بخش اصلی است:
- عصب‌های جمجمه‌ای
- عصب‌های نخاعی
- عصب‌های محیطی